# Егиазарян, Рудик Андраникович
Рудик Андраникович Егиазарян (арм. Ռուդիկ Եղիազարյան; 14 июня 1944, Ленинакан — 2 июля 2025) — советский футболист, полузащитник.
Начинал играть в командах мастеров в 1962 году за «Ширак» Ленинакан. В 1964 году перешёл в ереванский «Арарат», с которым в следующем году вышел в класс «А». В 1966—1970 годах был капитаном команды. Летом 1971 года перешёл в донецкий «Шахтёр», за который сыграл 11 матчей, забил один гол. В 1972 году провёл 8 матчей в первой лиге за «Памир» Душанбе и завершил карьеру в 28 лет из-за перенесённых трёх операций на ногах.
Окончил Ереванский политехнический институт и юридический факультет ЕГУ.
Работал директором футбольной школы, начальником отдела ландшафтного дизайна Еревана, директором завода строительных материалов Министерства сельского хозяйства. В 1989 году основал основал лесхоз в Сибири, отправлял средства в Гюмри после землетрясения.
С 1995 года не работал.
Умер 2 июля 2025 года в возрасте 81 года.